# Hoogeveen
Hoogeveen (anhörenⓘ) (niedersächsisch ’t Ogeveine, ’t Ho(o)geveine, ’t Oveine) ist eine Gemeinde im Süden der niederländischen Provinz Drenthe mit 56.917 Einwohnern (Stand 1. Januar 2025).

## Stadtgliederung
Die Gemeinde Hoogeveen besteht aus der Kernstadt und zwölf weiteren Ortsteilen (wijken). Der Sitz der Gemeinde ist in Hoogeveen.
| Stadtteil       | Einwohner |                                   | Stadtteil | Einwohner |
| --------------- | --------- | --------------------------------- | --------- | --------- |
| Hoogeveen       | 25.725    | Nieuweroord                       | 985       |           |
| De Weide        | 14.185    | Industrie- und verstreute Gebiete | 765       |           |
| Hollandscheveld | 04.595    | Tiendeveen                        | 675       |           |
| Elim            | 02.330    | Stuifzand                         | 700       |           |
| Noordscheschut  | 02.080    | Nieuw Moscou                      | 640       |           |
| Pesse           | 01.895    | Fluitenberg                       | 600       |           |
| Nieuwlande      | 01.415    |                                   |           |           |

## Politik

### Gemeinderat

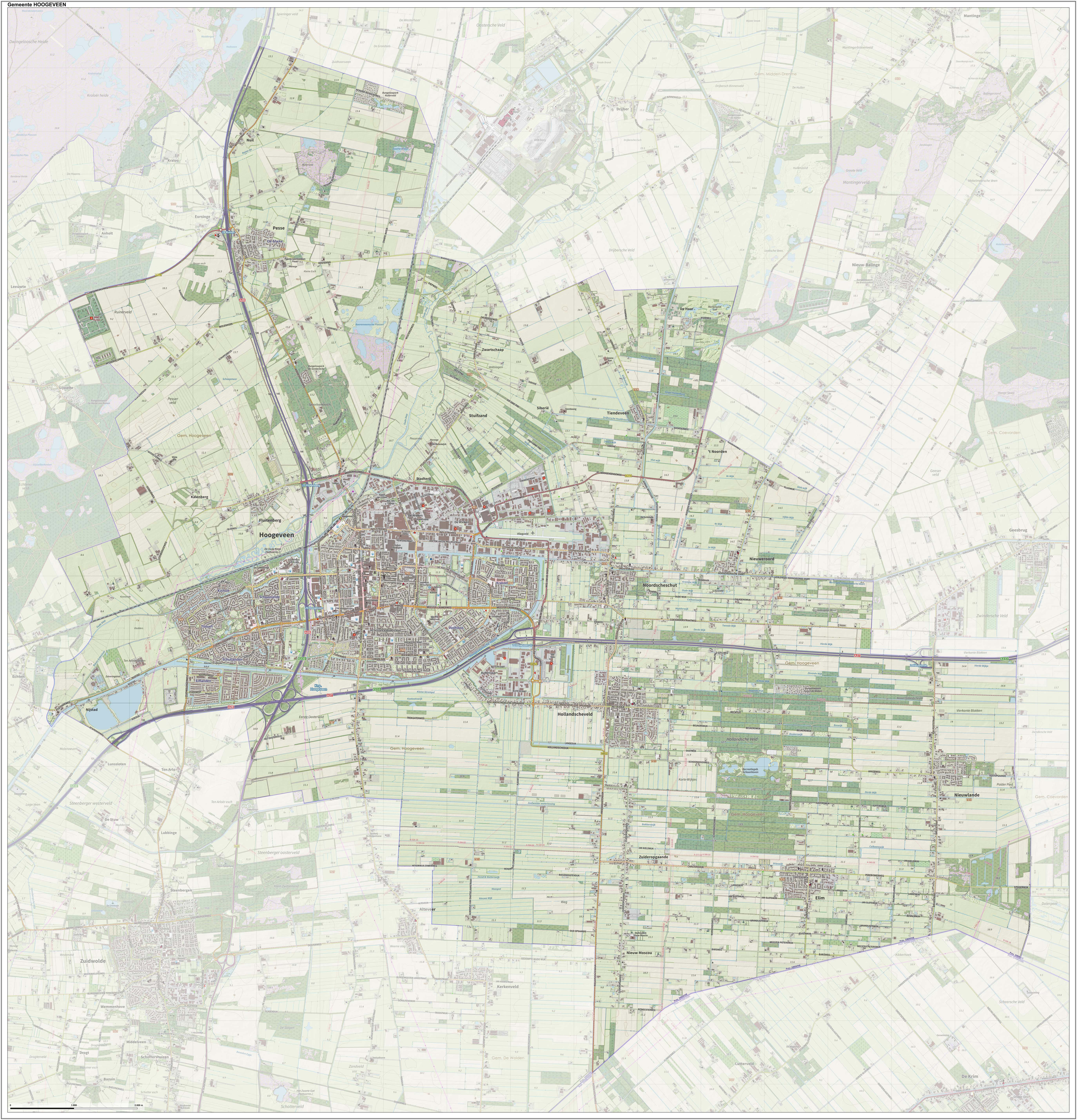
Gemeinde Hoogeveen

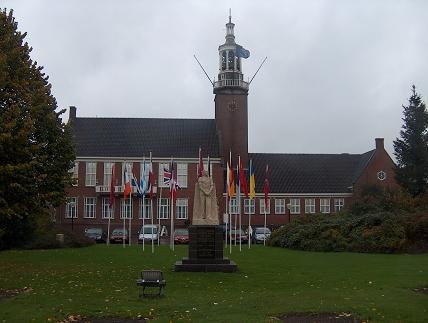
Rathaus

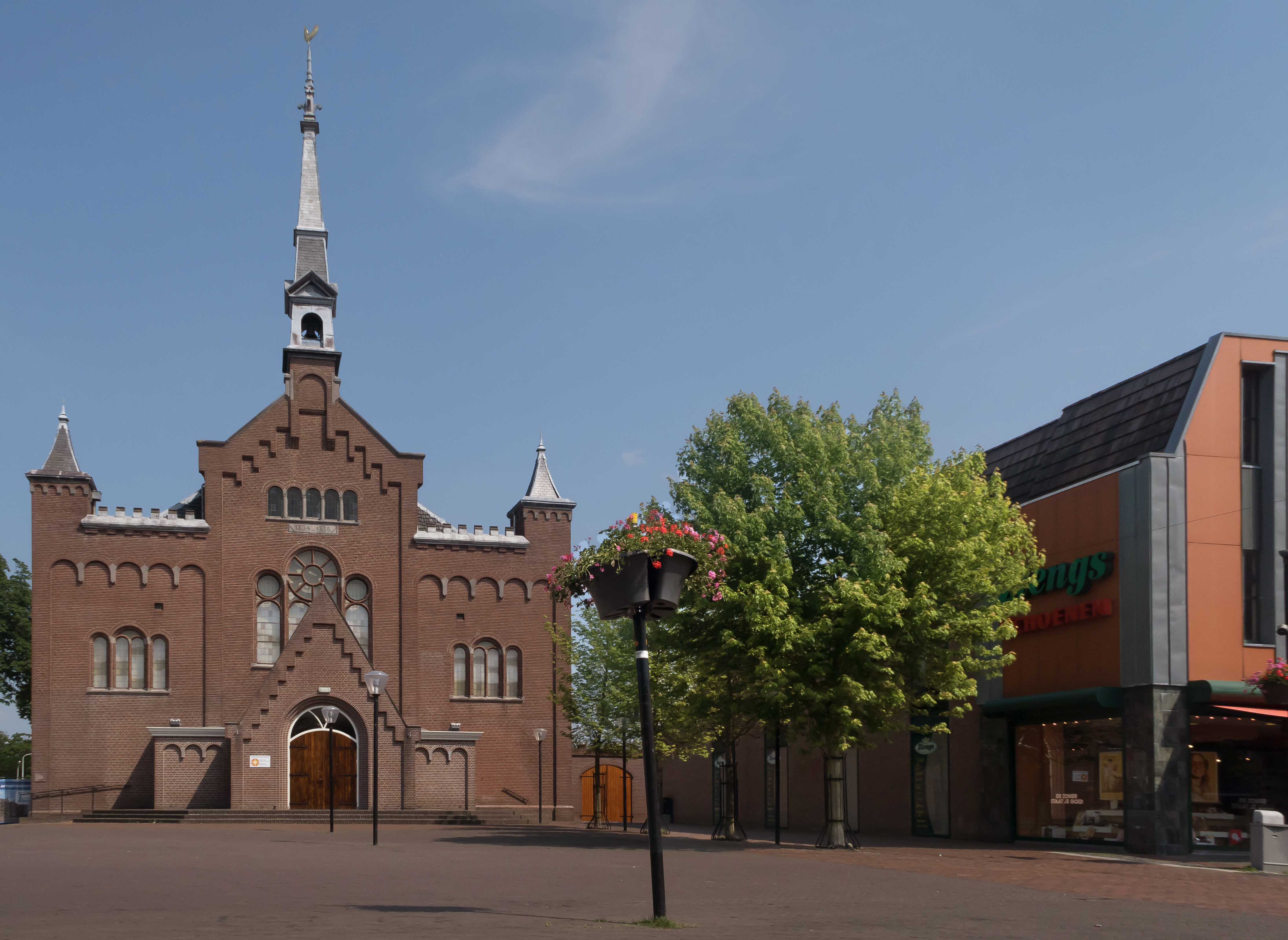
Kirche: de Hoofdstraatkerk

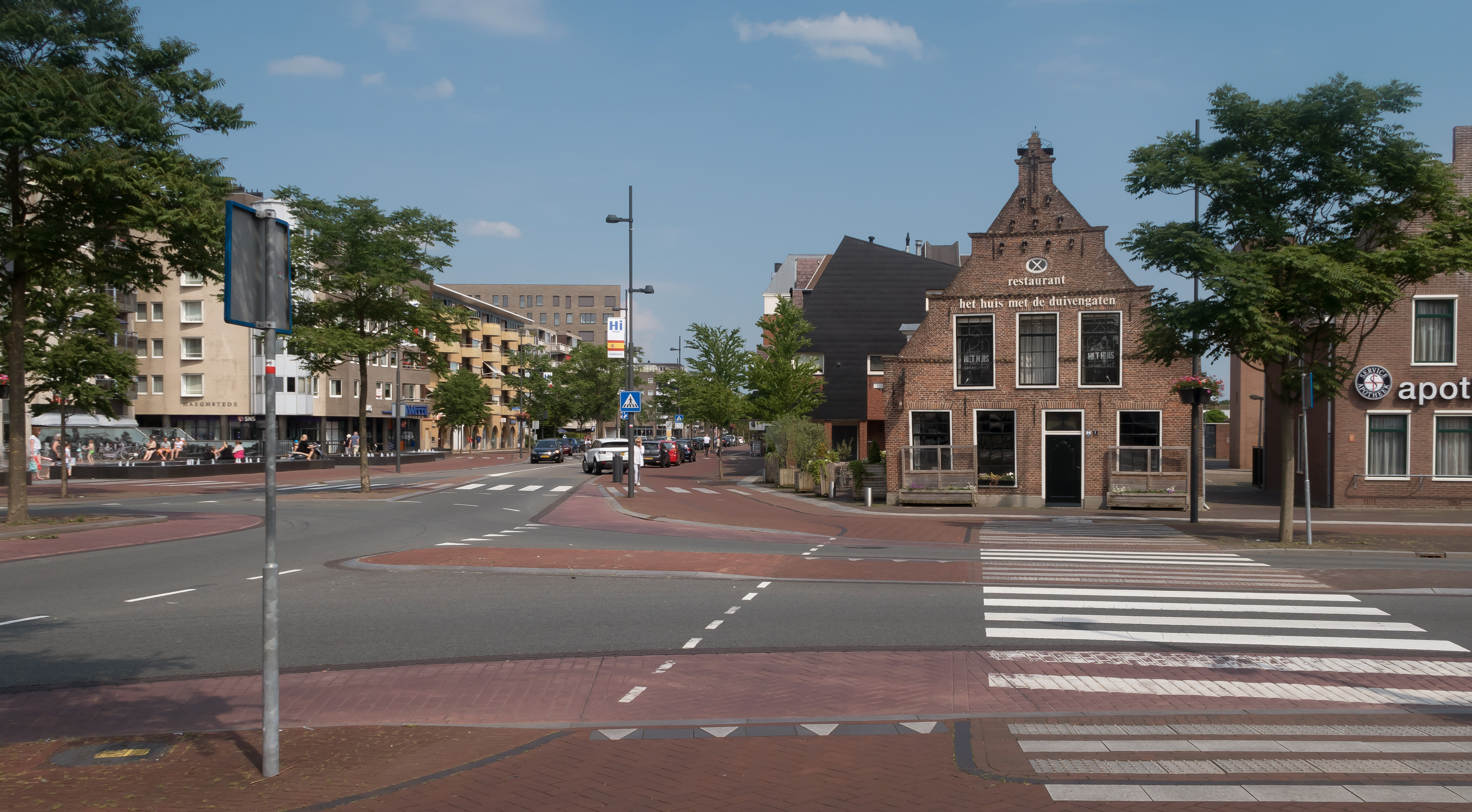
Haus mit den Taubenlöchern

Nach den Wahlen 1982 bis 2022 verteilen sich die 31 Sitze des Gemeinderats auf die einzelnen Parteien und Gruppierungen wie folgt:
| Partei                          | Sitze a | Sitze a | Sitze a | Sitze a | Sitze a | Sitze a | Sitze a | Sitze a | Sitze a | Sitze a | Sitze a |
| Partei                          | 1982    | 1986    | 1990    | 1994    | 1997 b  | 2002    | 2006    | 2010    | 2014    | 2018    | 2022    |
| ------------------------------- | ------- | ------- | ------- | ------- | ------- | ------- | ------- | ------- | ------- | ------- | ------- |
| Gemeentebelangen Hoogeveen e.o. | 01      | 01      | 01      | 02      | 03      | 04      | 03      | 05      | 07      | 08      | 07      |
| CDA                             | 13      | 12      | 12      | 10      | 11      | 11      | 08      | 09      | 08      | 07      | 06      |
| PvdA                            | 07      | 10      | 09      | 07      | 08      | 06      | 10      | 06      | 04      | 02      | 05      |
| VVD                             | 03      | 03      | 02      | 03      | 03      | 03      | 05      | 05      | 03      | 04      | 03      |
| ChristenUnie                    | –       | –       | –       | –       | –       | 03      | 04      | 03      | 03      | 03      | 03      |
| SP                              | –       | –       | –       | –       | –       | –       | –       | 01      | 04      | 03      | 02      |
| FvD                             | –       | –       | –       | –       | –       | –       | –       | –       | –       | –       | 02      |
| D66                             | 01      | 01      | 02      | 03      | 01      | 01      | 0       | 01      | 01      | 02      | 01      |
| SGP                             | 01      | 01      | 01      | 02      | 0       | 0       | 0       | 0       | 0       | 01      | 01      |
| RPF                             | 01      | 01      | 01      | 02      | 02      | –       | –       | –       | –       | –       | –       |
| GroenLinks                      | –       | –       | 01      | 01      | 01      | 01      | 01      | 01      | 01      | 01      | 01      |
| Leefbaar Hoogeveen              | –       | –       | –       | –       | –       | 02      | –       | –       | –       | –       | –       |
| GPV                             | 0       | 01      | 01      | 01      | 02      | –       | –       | –       | –       | –       | –       |
| CPN                             | 01      | 0       | –       | –       | –       | –       | –       | –       | –       | –       | –       |
| PPR                             | 0       | 0       | –       | –       | –       | –       | –       | –       | –       | –       | –       |
| PSP                             | 0       | 0       | –       | –       | –       | –       | –       | –       | –       | –       | –       |
| Gesamt                          | 27      | 29      | 29      | 29      | 31      | 31      | 31      | 31      | 31      | 31      | 31      |

Anmerkungen

### Bürgermeister und Beigeordnete
Die Koalition wird im Zeitraum von 2018 bis 2022 aus den Parteien CDA, ChristenUnie und Gemeentebelangen Hoogeveen e.o. Gemeentebelangen Hoogeveen e.o. steuert zwei Beigeordnete zum Kollegium bei, während die CDA und die ChristenUnie mit jeweils einem Beigeordneten zugegen sind. Das Kollegium wurde im Rahmen einer Ratssitzung am 14. Mai 2018 berufen. Folgende Personen gehören zum Kollegium und sind in folgenden Bereichen zuständig:
| Funktion         | Name               | Partei                          | Ressort | Anmerkung                                 |
| ---------------- | ------------------ | ------------------------------- | --- | ----------------------------------------- |
| Bürgermeister    | Martijn Breukelman | CDA                             | Sicheres Hoogeveen, sichtbare und transparente Verwaltung; Geschäftsführung                                                                | seit dem 3. April 2024 im Amt             |
| Beigeordnete     | Jan Steenbergen    | Gemeentebelangen Hoogeveen e.o. | Arbeiten an der Arbeit; Dienstleistung, Finanzen, Grundpolitik, Immobilien und Akkomodationspolitik; Projekt: Stadtzentrum                 | erster Stellvertreter des Bürgermeisters  |
| Beigeordnete     | Erik Giethoorn     | CDA                             | reizendes Wohnen, sprühendes Hoogeveen, kraftvolle Bezirke und Dörfer; Projekte: Kulturhaus, Umweltgesetz                                  | zweiter Stellvertreter des Bürgermeisters |
| Beigeordnete     | Gert Vos           | ChristenUnie                    | Teilnahme und Talententwicklung, nachhaltiges Hoogeveen; Projekt: Energiewende                                                             | dritter Stellvertreter des Bürgermeisters |
| Beigeordnete     | Erwin Slomp        | Gemeentebelangen Hoogeveen e.o. | sichere Erreichbarkeit, gesund und vital; Vollstreckung; Projekt: Bentinckspark und Realisierung einer Kunsteisbahn und eines Schwimmbades | vierter Stellvertreter des Bürgermeisters |
| Gemeindesekretär | Nanne Kramer       | —                               | amtlicher Leiter des Personals der Gemeinde, erster amtlicher Berater des Kollegiums                                                       | seit November 2016 im Amt                 |

## Wirtschaft
Hoogeveen ist Sitz der Genossenschaft Drents-Overijsselse Coöperatie (DOC Kaas), des zweitgrößten Käseerzeugers der Niederlande.

### Industrie
Die Geschichte ist etwa dieselbe wie jene von Emmen: Der Ort entwickelte sich nach 1960 von einem kleinen Dorf zur Industriestadt und regionalem Zentrum. Viele kleine und mittelgroße Industriebetriebe verschiedener Branchen sind hier angesiedelt.

### Verkehr
Hoogeveen ist über den Bahnhof Hoogeveen an die Eisenbahnstrecke Meppel–Groningen angebunden und liegt an der Autobahn A28 zwischen Utrecht und Groningen.
Im Nordosten der Stadt befindet sich der Flugplatz Hoogeveen, der mit 1.200 m die längste Graslandebahn der Niederlande besitzt.
In und um Hoogeveen verkehren folgende Buslinien:
- 27: Hoogeveen – Noordscheschut – Oosterhesselen – Emmen
- 31: Hoogeveen – Zuidwolde – Balkbrug – Dedemsvaart/Ommen
- 33: Hoogeveen – Noordscheschut – Hollandscheveld – Elim – Nieuwlande – Coevorden
- 35: Hoogeveen – Tiendeveen – Wijster – Dwingeloo – Diever
- 37: Hoogeveen – Noordscheschut – Nieuweroord – Westerbork
- 80: Hoogeveen – Nieuweroord – Slagharen – Hardenberg
- 191: Hoogeveen – Alteveer – Drogteropslagen
- 327: Hoogeveen – Emmen

## Städtepartnerschaften
Partnerstadt von Hoogeveen ist die Stadt Martin in der Slowakei.

## Sport
Die bekanntesten Fußballvereine der Stadt sind der VV Hoogeveen, der 1978 Niederländischer Amateurmeister im Sonntagsfußball wurde, sowie der HZVV. Beide tragen ihre Heimspiele im Bentinckspark aus.
Hoogeveen ist Zielort der jährlich ausgetragenen Radrennen Profronde van Drenthe und Ronde van Drenthe.

## Geschichte
- Einbaum von Pesse, das älteste erhaltene Boot

## Persönlichkeiten
- Johan Adam Wijnne (1822–1899), Historiker
- Herman Bavinck (1854–1921), Theologe
- Hendrik Koekoek (1912–1987), Landwirt und Politiker
- Betty Trompetter (1917–2003), jüdische Widerstandskämpferin
- Rob Houwer (1937–2025), Filmproduzent, Filmregisseur und Drehbuchautor
- Jan Bols (* 1944), Eisschnellläufer
- Piet Kleine (* 1951), Eisschnellläufer
- Jetta Klijnsma (* 1957), Politikerin
- Klaas Smid (* 1960), Politiker
- Erik Dekker (* 1970), Radrennfahrer
- Marc Houtzager (* 1971), Springreiter
- Lea Bouwmeester (* 1979), Politikerin
- Michiel van Dorsten (* 1986), Volleyball- und Beachvolleyballspieler
- Kim Renkema (* 1987), Volleyball- und Beachvolleyballspielerin
- Ron Meulenkamp (* 1988), Dartspieler
- Vivianne Miedema (* 1996), Fußballspielerin